# Pierre Dulin
Pour les articles homonymes, voir Dulin et Dullin (homonymie).
Pierre Dulin de la Poneraye, né le 17 septembre 1669 à Paris où il est mort le 28 janvier 1748, est un peintre français.

## Biographie

### Enfance et éducation à l'Académie royale
Pierre Dulin est le frère de Nicolas Dulin, architecte et contrôleur des Bâtiments du roi, membre de l'Académie royale d'architecture en 1718.
Après avoir reçu quelques principes de grammaire et de latin, Dulin étudie la géométrie pratique et la perspective avec Sébastien Leclerc. Poussé par son père, il étudie l'architecture avec Philippe de La Hire et la peinture, envers laquelle il se sent plus incliné, avec Jacques Antoine Friquet de Vauroze.
Dulin est alors placé aux cours de l’Académie de peinture, sous Bon Boullogne dont le style classicisant devait fortement marquer le sien. Ses premières études l'ayant retardé, il ne prend part aux « petits prix » qu’en 1694, âgé de 25 ans. L’année suivante, son maître lui conseille de se présenter pour les « grands » ; il est admis au concours, mais n'est pas du nombre des couronnés. Loin de s’en rebuter, il remporte le prix de l’année suivante (malgré une égalité de voix pour Michel de Cornical) avec un tableau représentant Pharaon donnant son anneau à Joseph après l’explication des songes, qui est trouvé si fort au-dessus de ce qu’on avait vu jusque-là de lui qu’on le soupçonne de secours illicites. L’Académie ordonne donc qu’avant d’adjuger le prix à Dulin, il fasse preuve de sa capacité réelle chez le directeur, en exécutant en sa présence le sujet qu’il voudrait lui prescrire : cette épreuve fut un nouveau succès pour le concurrent. L’année suivante, il remporte à nouveau le grand prix, avec une large majorité, grâce à ses Frères de Joseph retenus comme espions à la cour de Pharaon.

### Débuts sous le patronage du duc de Richelieu
Hors concours pour les années suivantes, l’Académie le met sur la liste des sujets capables d’aller à l’Académie de Rome. Il n'est cependant désigné pour ce voyage que l’année d'après, à l'époque où René-Antoine Houasse est promu à la direction de Rome. Dulin envisage d'accompagner ce dernier, mais un ouvrage qu’il entreprend pour le duc de Richelieu l’oblige de différer. C’était un grand sujet allégorique destiné à décorer un cadran solaire qui était au fond du jardin de l’hôtel du duc sur la place Royale, nouvellement construite. L’esquisse que Dulin présente au duc lui plaît tellement qu’il ne le laisse pas partir, l’admet à sa table, lui donne pour son service un équipage de sa maison et obtient même un ordre de Jules Hardouin-Mansart pour le faire rester à Paris. Dulin conserve néanmoins sa place et la pension de Rome. Dans la composition de ce cadran achevé avec diligence, Dulin représente le Temps, les trois Parques, le Point du jour personnifié et le Génie des heures avec les attributs convenables. Il exécute aussi le portrait du duc de deux différentes façons, l’un vêtu à la romaine et à cheval, l’autre en armure à l’ordinaire et jusqu’aux genoux seulement, mais tous deux en grand.
Un tableau, qu’il fait en secret pour servir de pendant à trois tableaux de Nicolas Poussin, représentant des fêtes païennes, et qui appartenaient au duc de Richelieu, attire beaucoup l'admiration. Dulin choisit pour sujet une fête en l’honneur de Bacchus et le compose et l'exécute si bien dans le style de Poussin, que plusieurs connaisseurs y auraient été pris.

### Séjour à Rome
Sans prendre congé du duc, Dulin parvient à partir pour l'Italie et arrive à Rome au commencement du mois de mars 1700. Il admire les œuvres de Raphaël au Vatican, dont il copie la Rencontre entre Léon Ier le Grand et Attila. Il rencontre le pape Clément XI, qui lui offre son portrait magnifiquement décoré. Il réalise un tableau d’autel pour les dominicains de Rome ayant pour sujet saint Thomas d'Aquin, à genoux, présentant à la sainte Vierge son livre de la Somme théologique, et se lie avec le père Antonin Cloche (it), général de cet ordre. Il réalise également avec succès plusieurs portraits, dont celui de l'ambassadeur d’Espagne à Rome, que ce dernier devait envoyer en France après avoir reçu du roi le cordon de l’ordre du Saint-Esprit.

### Retour à Paris

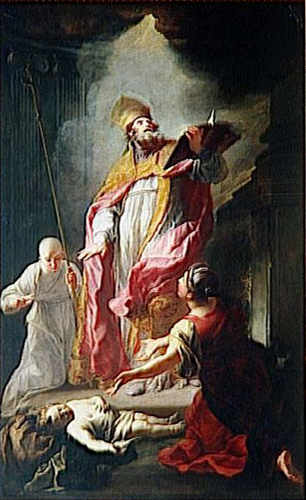
Saint Claude ressuscitant un enfant, huile sur toile, v. 1737, 247 × 157 cm ; musée national des châteaux de Versailles et de Trianon.

Dulin est reçu à l’Académie le 30 avril 1707 avec le tableau de Laomedon puni par Apollon et par Neptune comme morceau de réception. Il est élu professeur adjoint le 26 octobre 1726.
Pierre Dulin s'est marié le 19 janvier 1712 avec Geneviève Catherine Hérault, fille du peintre Charles-Antoine Hérault.

## Œuvre

### Peintures
- Établissement de l’Hôtel Royal Des Invalides, 1674, Paris, Musée de l'Armée.
- Jésus Christ guérissant les aveugles, œuvre détruite.
- Laomédon puni par Neptune et par Apollon, École Nationale Supérieure des Beaux-Arts.
- Saint Claude ressuscitant un enfant, Versailles, Musée de l'Histoire de France.
- L'annonciation, Musée d'Evreux (œuvre interprétée en gravure par Jean Audran, Metropolitan Museum of Art, New York[2]).

### Dessins
- Un album de dessins relatant le sacre de Louis XV est conservé au Louvre, département des Arts graphiques, n° d'inventaire 26299 à 26357, réserve des grands albums. C'est un précieux document de cinquante-neuf dessins sur le rituel du sacre.